# Síndrome de Laron
El síndrome de Laron, también llamado enanismo tipo Laron, es una enfermedad de origen genético y transmisión hereditaria autosómica recesiva. Se caracteriza por insensibilidad a la hormona del crecimiento causada por una mutación en los receptores celulares para esta hormona. Provoca estatura baja e incremento de sensibilidad a la insulina, por lo que estos pacientes son menos propensos a desarrollar diabetes tipo 2 que la población general.

## Epidemiología
Se estima que existen aproximadamente 500 casos a nivel mundial. La prevalencia más alta de la enfermedad se presenta en Sudamérica, en Ecuador, donde existen 200 casos confirmados hasta 2017.

## Fisiopatología
El receptor de la hormona de crecimiento se denomina de forma abreviada GHR. Es una proteína situada en las  membranas de las células de distintos tejidos que se une a la hormona del crecimiento con gran especificidad, siendo responsable de la respuesta a esta hormona. Este receptor se expresa en numerosos tejidos, incluyendo el hígado, músculo, hueso, cartílago, pulmón, linfocitos y células del sistema nervioso central.

## Epónimo
El síndrome debe su nombre al investigador israelí Zvi Laron, que lo describió en 1966 basándose en observaciones comenzadas en 1958.
La resistencia a la hormona del crecimiento fue reportada por Laron en 1966. Desde entonces, altos niveles circulantes de GH asociado a resistencia a su acción por una mutación a nivel de los receptores se ha denominado Síndrome de Laron.

## Características clínicas
La principal característica del síndrome de Laron es la baja estatura (enanismo). Síntomas físicos incluyen: Frente prominente, puente nasal deprimido, bajo desarrollo de la mandíbula, obesidad troncal, pene pequeño y adiponectina sérica aumentada.
La mayoría de los casos han sido reportados en poblaciones con ascendencia semita o árabe en países como Israel, Arabia Saudita, Egipto e Irak. Caso aparte es Loja, Ecuador en donde viven aproximadamente el 30% de la población mundial con este mal.

## Asociación con resistencia al cáncer
La asociación entre los pacientes con este síndrome y la resistencia al cáncer es debido a los niveles bajos de IGF-1 que presentan, ya que algunos tumores dependen de los niveles de IGF-1 para su desarrollo. Por lo cual los niveles disminuidos de IGF-1 son protectores contra el cáncer. En 2011, fue anunciado por el Dr. Jaime Guevara Aguirre que las personas que sufrían de este síndrome en la ciudad de Loja, eran menos propensas al cáncer y a la diabetes. Esto es consistente con experimentos en ratones que presentan el mismo gen receptor de crecimiento defectuoso.
Solo se registró un cáncer no letal entre las personas con el síndrome de Laron.

## Tratamiento
La administración de dosis directas de factor de crecimiento insulínico tipo 1 (IGF-1) es bien tolerada por los pacientes, sin embargo se ha demostrado que suprime la producción de la hormona de crecimiento, ya que interfiere con su señalización, por lo que el tratamiento ideal del Síndrome de Laron es una combinación de IGF-1 y hormona de crecimiento.

## Juicio para el acceso a la medicina
En Ecuador, a pesar de tener la mayor cantidad de casos de síndrome de Laron en el mundo, los niños afectados carecían del tratamiento adecuado. En 2010 y 2014, un grupo de padres liderado por Santiago Vasco Morales,  interpuso demandas judiciales para solicitar al gobierno ecuatoriano que proporcionara el tratamiento integral necesario. Sin embargo, ante la falta de respuesta y el incumplimiento de las sentencias judiciales, los padres recurrieron a la Comisión Interamericana de Derechos Humanos (CIDH).  Solo después de un informe de admisibilidad a la petición de los padres, emitido por la CIDH el 24 de abril de 2020, el estado ecuatoriano comenzó a administrar el tratamiento. 
El síndrome de Laron ejemplifica las barreras que enfrentan los pacientes con enfermedades raras para acceder a tratamientos validados científicamente. La Mecasermina, clasificada como medicamento huérfano, presenta limitaciones de acceso por su alto costo y disponibilidad restringida. El caso ecuatoriano demostró cómo las demoras injustificadas en la provisión de tratamiento ocasionan daños irreversibles para los pacientes. Lamentablemente, muchos pacientes que solicitaron el tratamiento en 2010 no pudieron beneficiarse del mismo, pues alcanzaron la madurez ósea sin recibir la Mecasermina.